# Organisation professionnelle
Une organisation professionnelle ou organisme professionnel est généralement un organisme sans but lucratif établi dans le but de faire progresser une profession particulière.
Elle peut être un syndicat (de salariés, organisation patronale) ou une Association à but non lucratif (association professionnelle).

## Financement
Les syndicats professionnels sont en principe financés par les cotisations des travailleurs qui y sont affiliés (membres).
Des organisations professionnelles sont parfois parrainées par des groupes industriels (lobbys). Par exemple, en 2017, la Société française de nutrition a reçu des dizaines de milliers d'euros de l'industrie agroalimentaire et de l'industrie pharmaceutique, et les trois quarts du budget de la Société européenne de cardiologie proviennent de l'industrie pharmaceutique.